# 国道481号

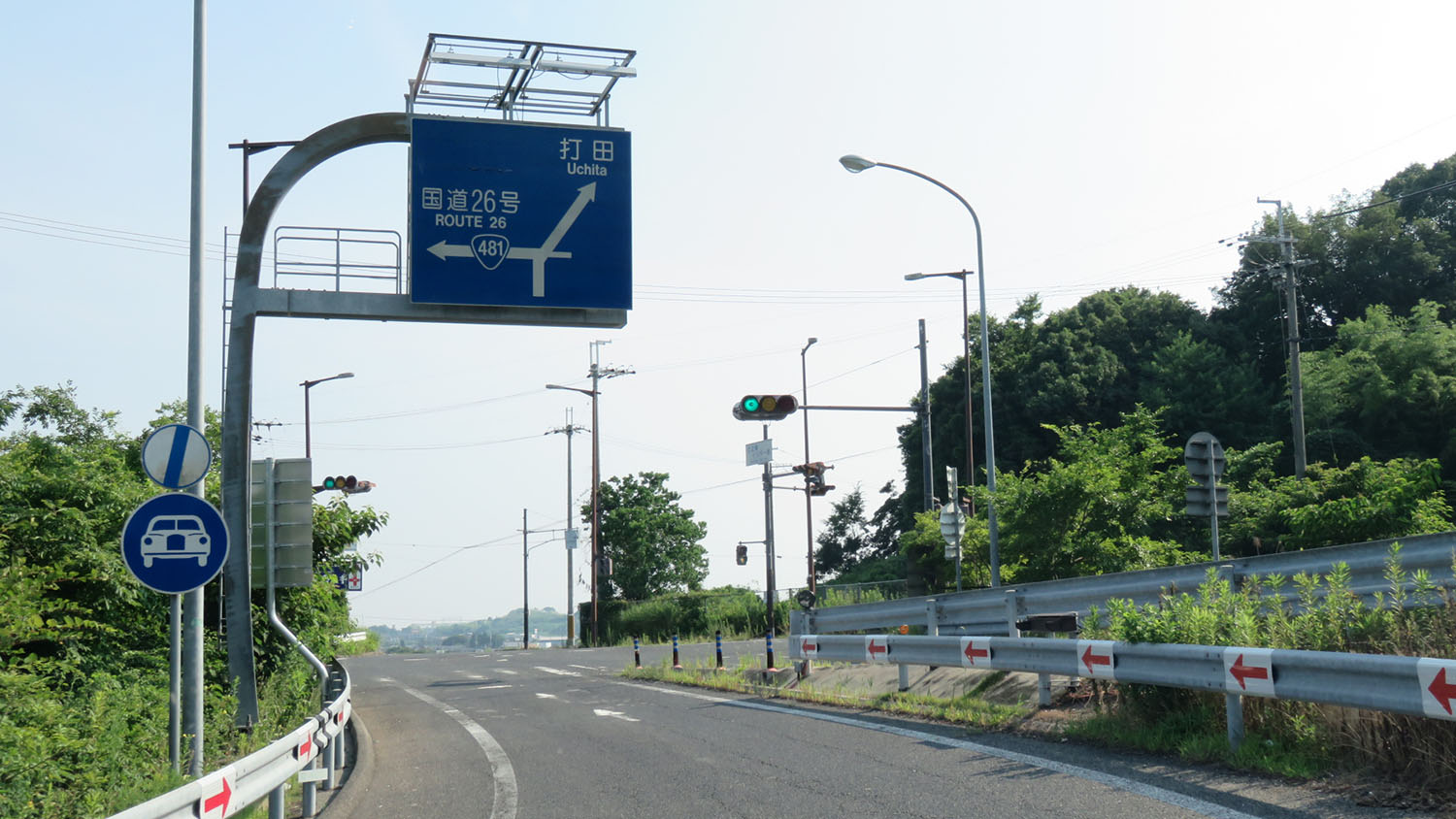
国道481号 終点
大阪府泉佐野市上之郷
上之郷インター前交差点

国道481号（こくどう481ごう）は、大阪府泉佐野市を通る一般国道である。

## 概要

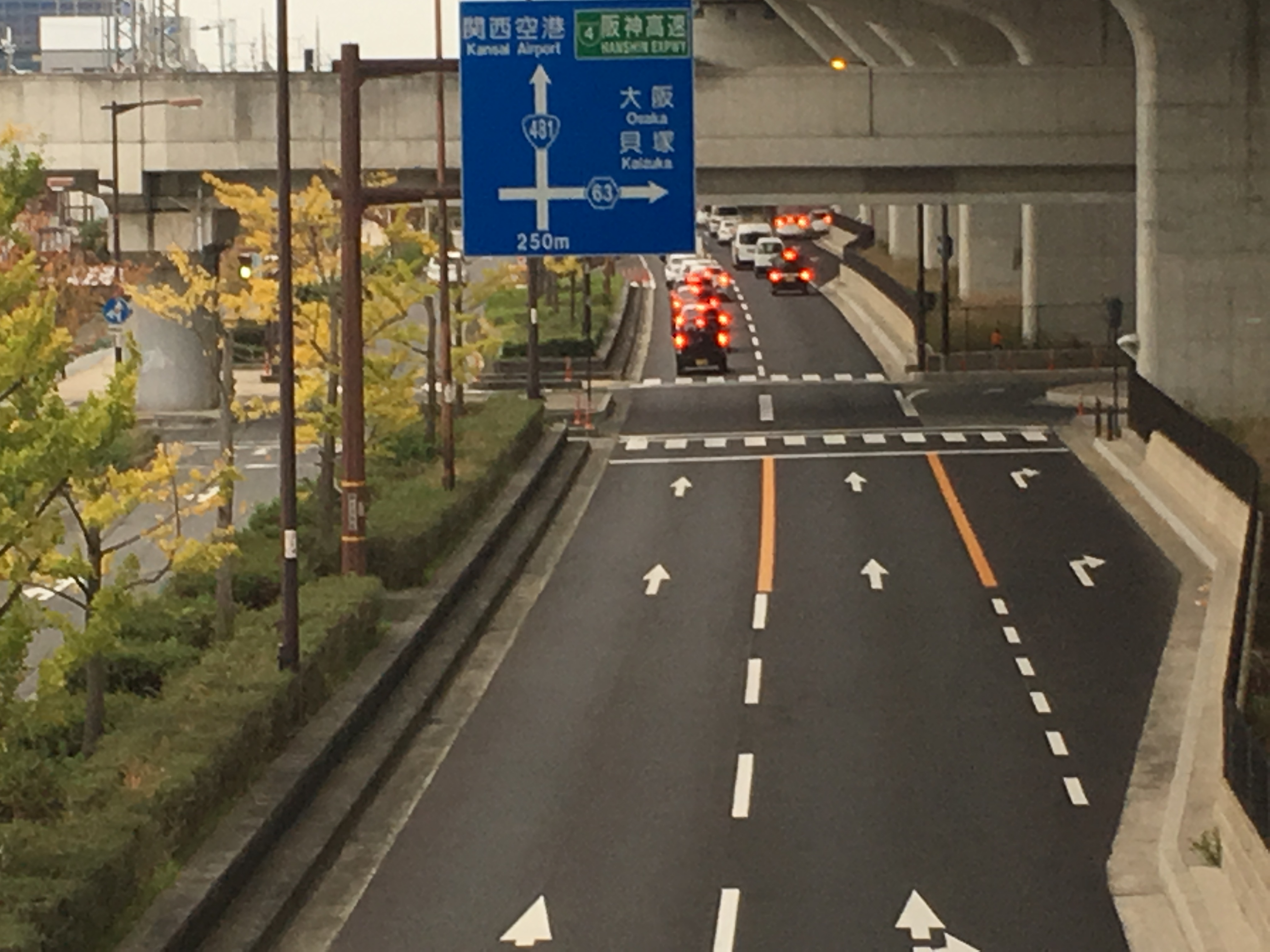
大阪府泉佐野市高松西一丁目付近。直上の高架道路は関西空港自動車道、左右に交差する高架は南海電気鉄道の南海本線。

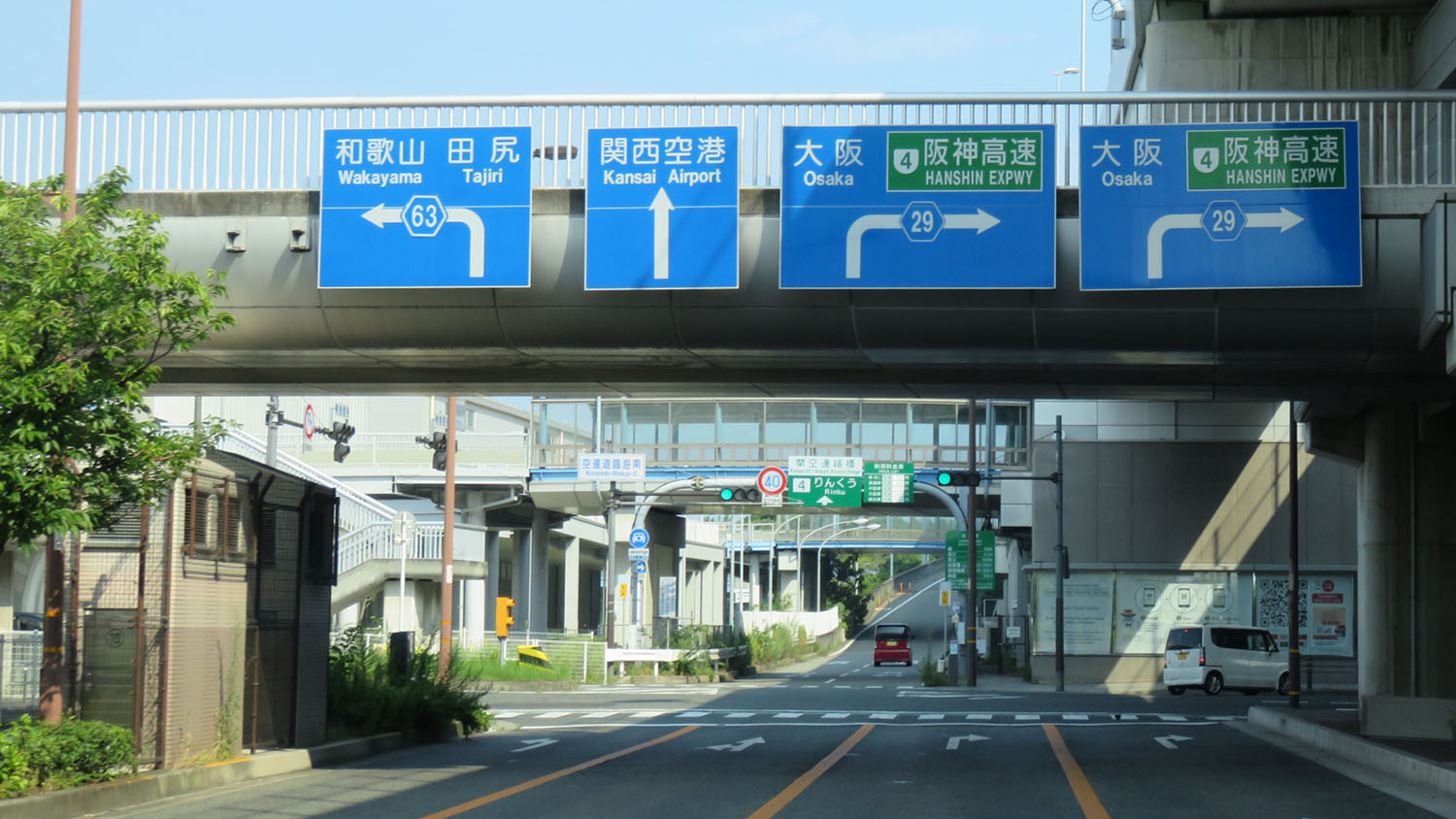
りんくうタウン駅直下の
空連道臨海南交差点
これより起点側は、有料道路
「関西国際空港連絡橋」となる。

関西国際空港と阪和自動車道を結ぶ延長10.4 kmの一般国道の路線で、いわゆる港国道の一つ。一般道路部は、ほぼ全線にわたって関西空港自動車道と並行しており、空連道（くうれんどう）と呼ばれる。
起点の関西国際空港からりんくうジャンクション間は、自動車専用の有料道路である関西国際空港連絡橋（スカイゲートブリッジR）として供用しており、高速自動車国道である関西空港自動車道と直結する。なお、2009年4月28日まで関西国際空港連絡橋は国道ではなく、空港施設として関西国際空港株式会社が管理していた海上連絡橋であった。
一般道路部は空港島および海上には存在せず、りんくうタウン駅直下の大阪府道29号大阪臨海線交点（空連道臨海南交差点、空連道臨海北交差点）から終点までが実質的な道路である。

### 路線データ
一般国道の路線を指定する政令に基づく起終点および重要な経過地は次のとおり。
- 起点：関西国際空港（泉佐野市泉州空港北）
- 終点：泉佐野市上之郷（上之郷インター前交差点 = 関西空港自動車道、上之郷インター前）
- 重要な経過地：なし
- 総延長 : 10.4 km[3][注釈 3]
- 重用延長 : なし[3][注釈 3]
- 未供用延長 : なし[3][注釈 3]
- 実延長 : 10.4 km[3][注釈 3]
  - 現道 : 10.4 km[3][注釈 3]
  - 旧道 : なし[3][注釈 3]
  - 新道 : なし[3][注釈 3]
- 指定区間：泉佐野市泉州空港北1番2 - 同市高松南2丁目6553番1（起点・関空連絡橋関西国際空港IC ‐ 国道26号関西空港口交差点、6.2 km[3][注釈 3]）[4]

## 歴史
- 1993年（平成5年）4月1日 - 一般国道481号を路線認定（平成4年4月3日政令公布）。

## 交通量
2005年度（大阪国道事務所 道の資料室より）
| 地点           | 台数   |
| -------------- | ------ |
| 泉佐野市高松西 | 22,207 |
| 泉佐野市長滝   | 13,663 |

## 地理

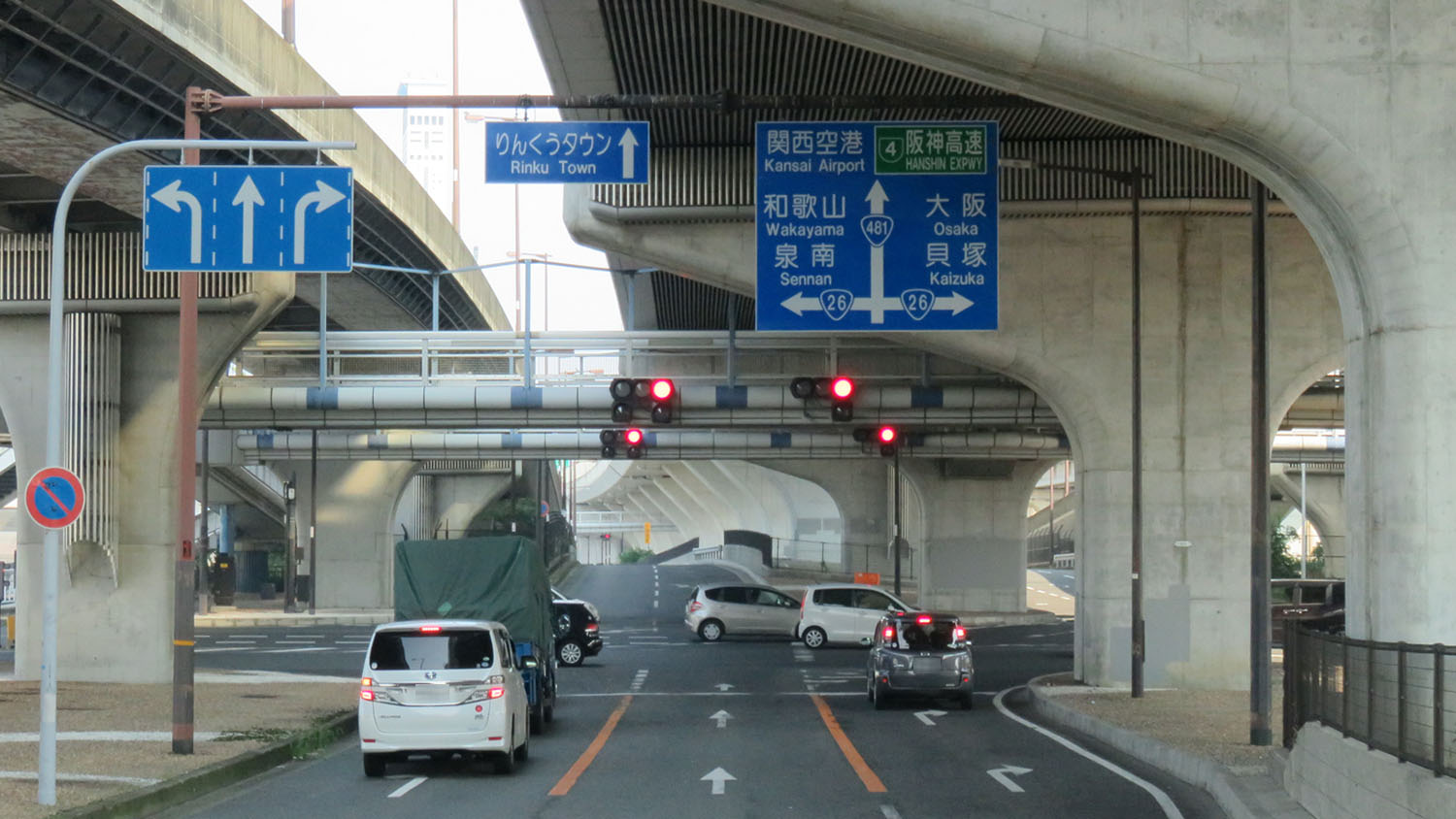
国道26号との交差
大阪府泉佐野市中町4丁目

### 通過する自治体
- 大阪府
  - 泉佐野市

### 交差する道路
| 交差する道路                         | 交差する場所                    | 起点から (km) |
| ------------------------------------ | ------------------------------- | ------------- |
| 関西国際空港連絡橋                   |                                 |               |
| 大阪府道29号大阪臨海線               | 空連道臨海南 空連道臨海北       | 6.9           |
| 大阪府道・和歌山県道63号泉佐野岩出線 | 空連道松原                      | 7.6           |
| 国道26号〈第二阪和国道〉             | 関西空港口                      | 8.5           |
| E71 関西空港自動車道 2 泉佐野IC      | -                               | -             |
| 和歌山県道・大阪府道64号和歌山貝塚線 | 空連道長滝北 葵町               | -             |
| 大阪府道30号大阪和泉泉南線           | 空連道長滝東2号 空連道長滝東1号 | -             |
| 大阪府道30号大阪和泉泉南線           | 空連道野口                      | -             |
| 大阪府道248号日根野羽倉崎線          | 空連道机場                      | -             |
| E71 関西空港自動車道 1 上之郷IC      | 上之郷インター前                | -             |